# Sarafan

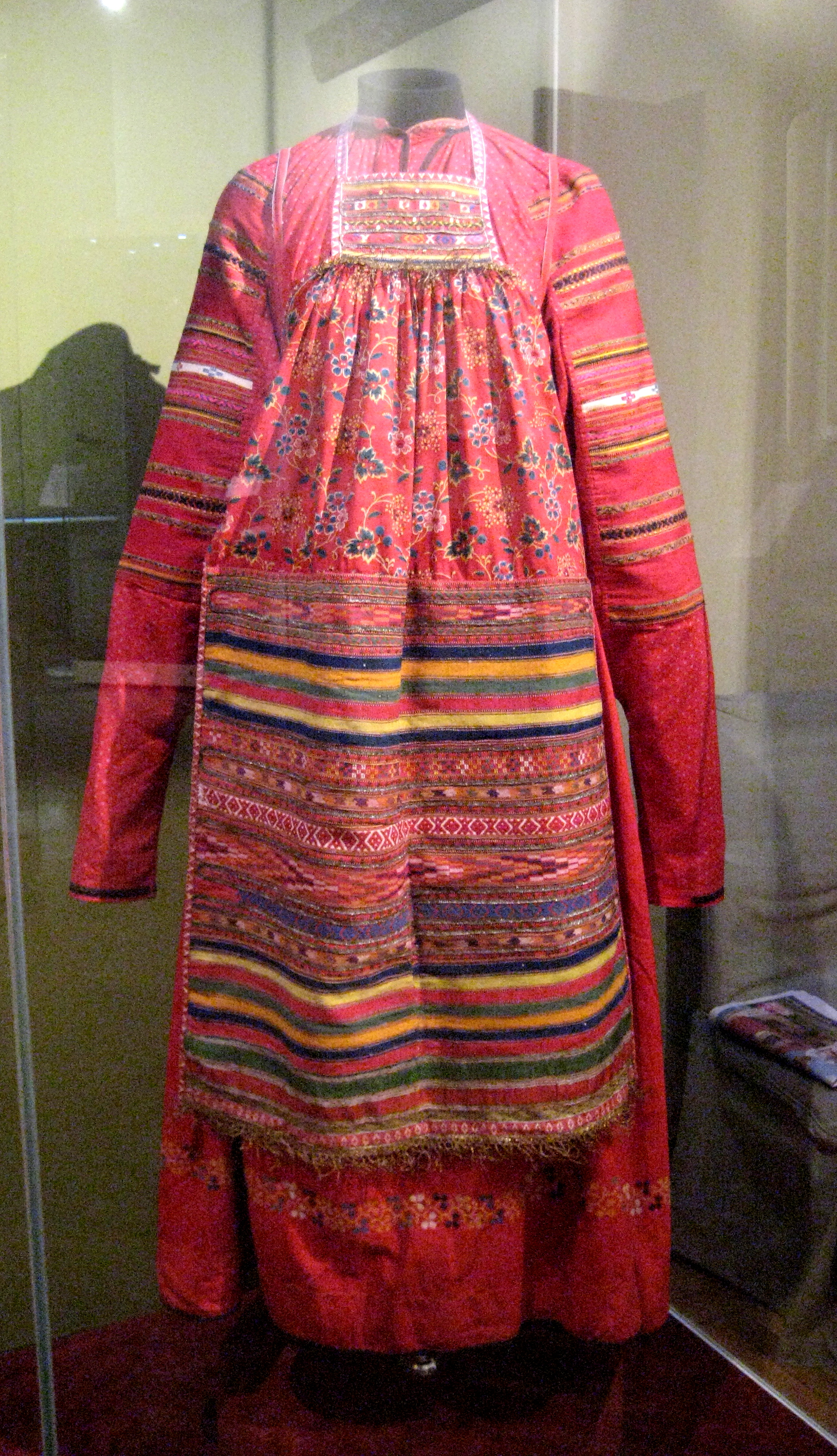
Sarafan, Moskau

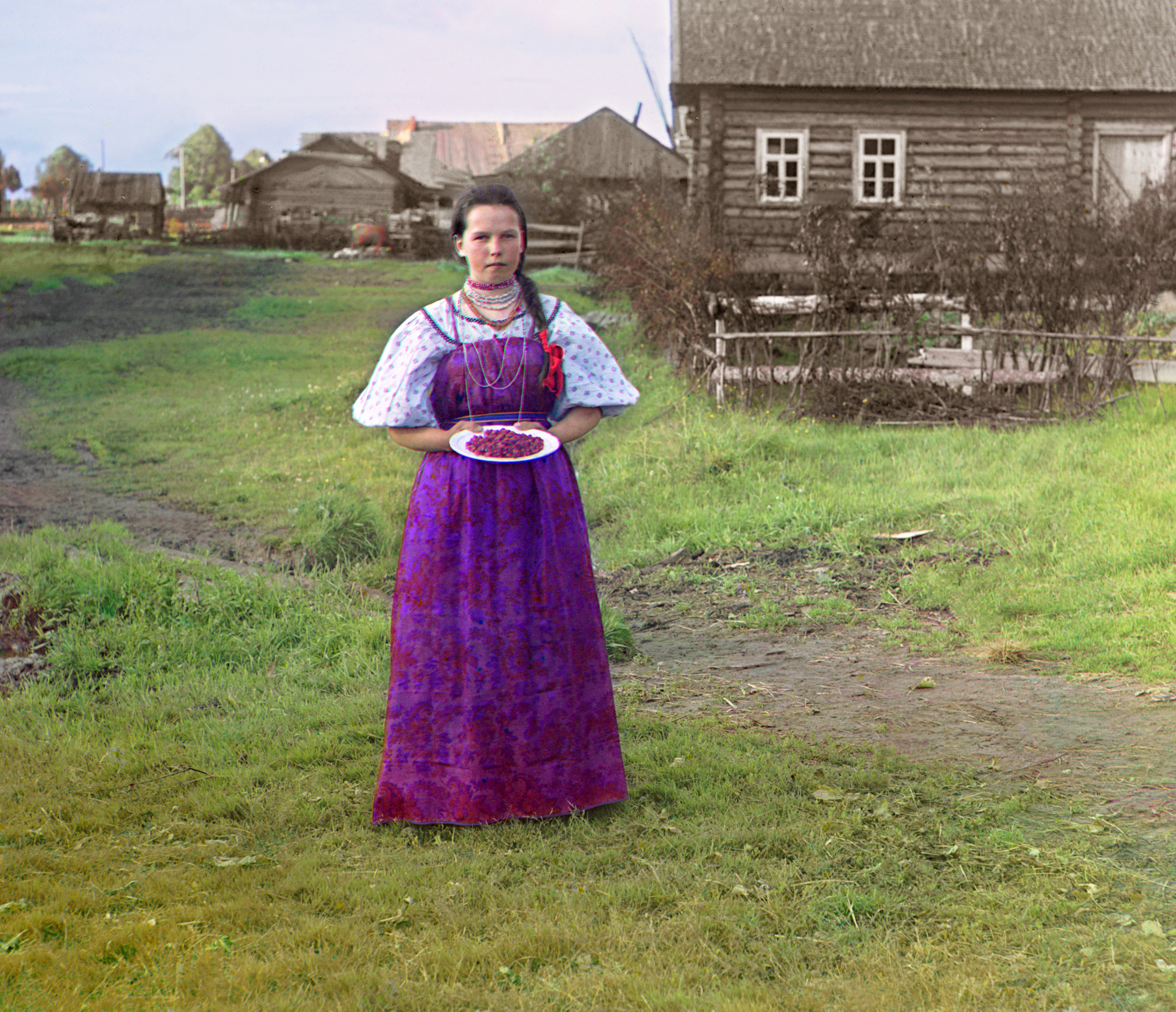
Russisches Mädchen in einem violetten Sarafan bei Kirillow 1909

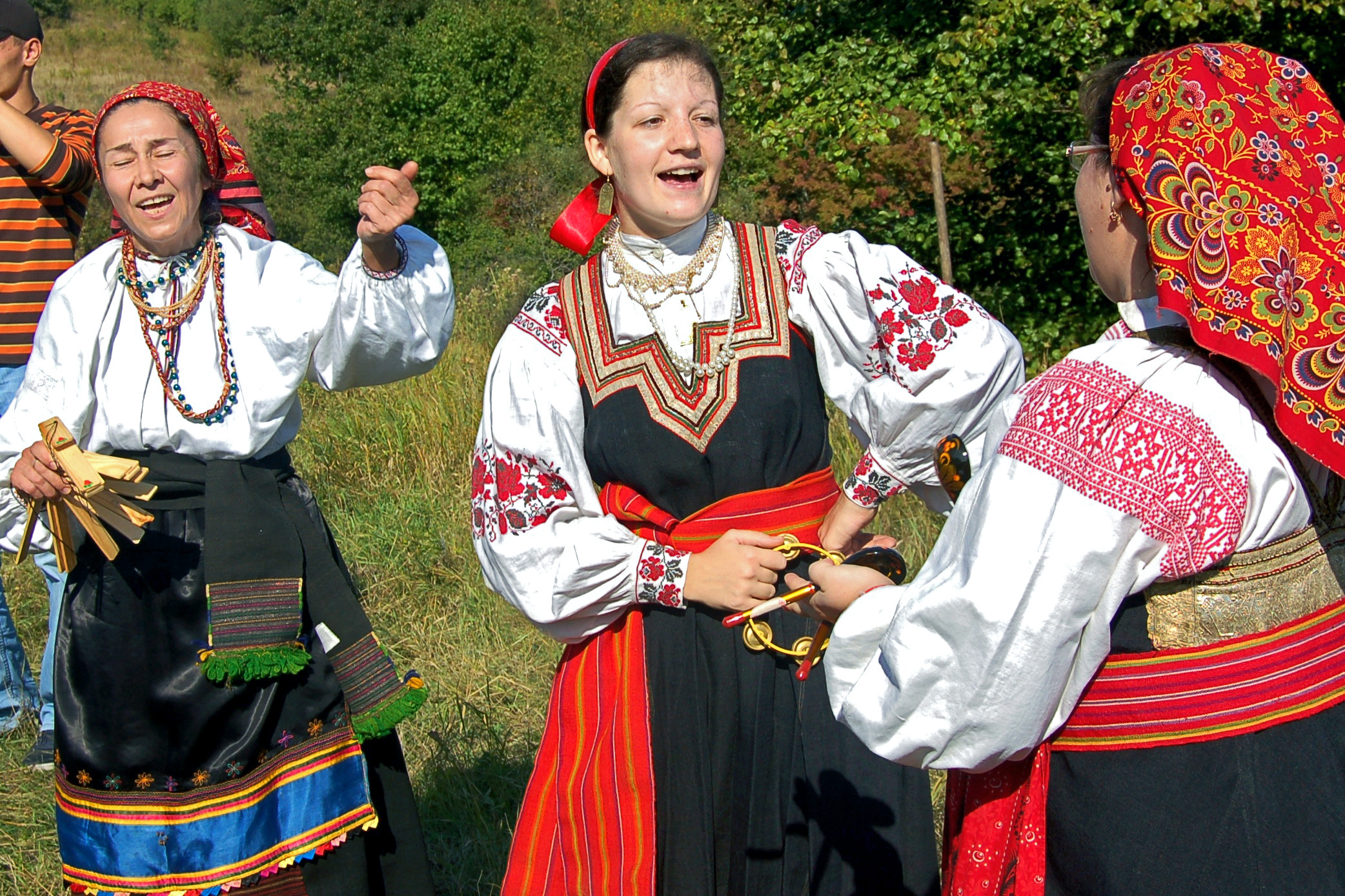
Sarafan vom Ende des 19. Jahrhunderts (Erntefest in der Region Belgorod)

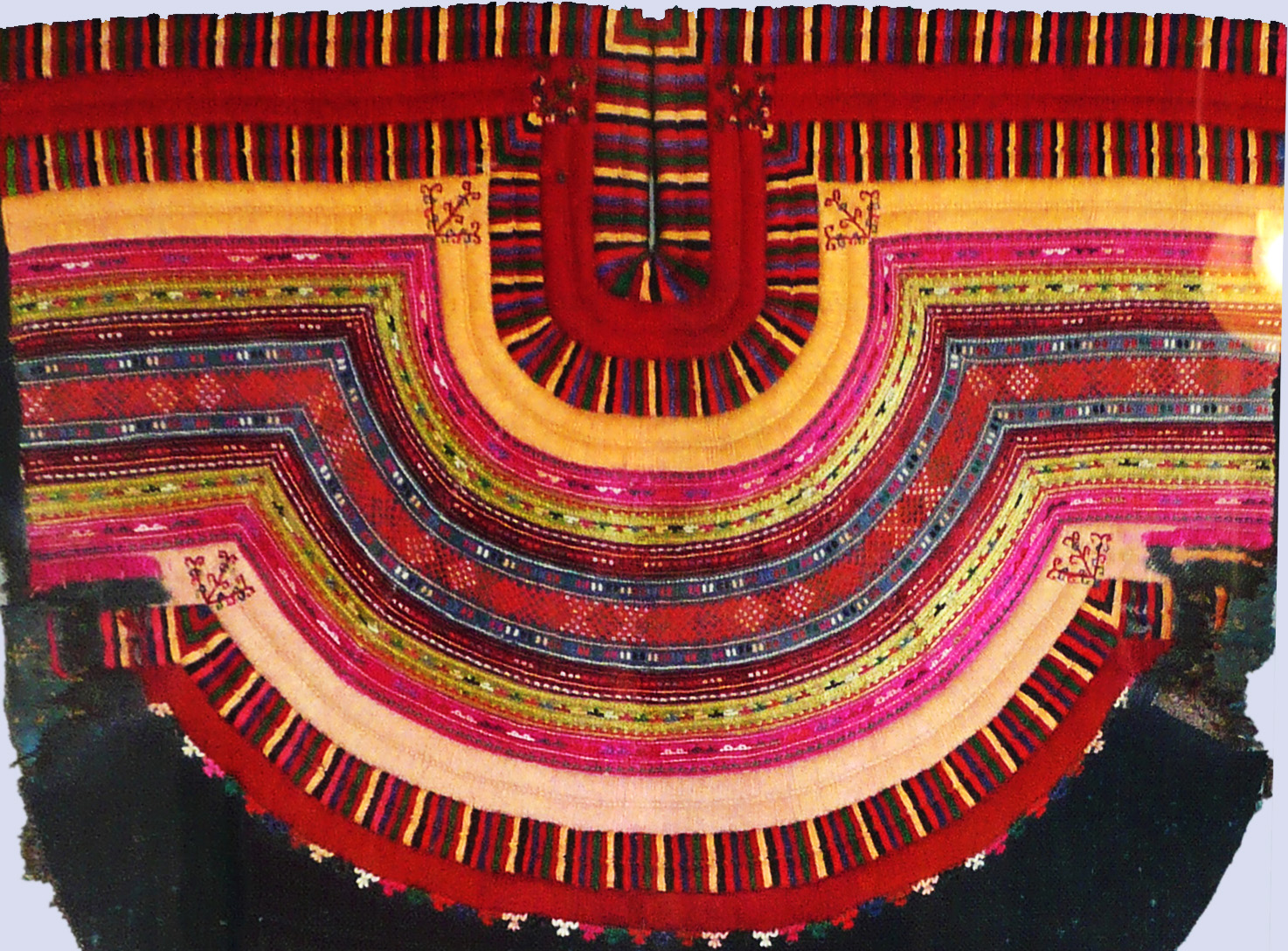
Muster auf Sarafan, Belgorod Oblast

Ein Sarafan (russisch сарафан) ist eine traditionelle, russische Hoftracht.

## Beschreibung
Ein Sarafan besteht aus einem langen, bis zu den Knöcheln reichenden Gewand in mehreren, oft kräftig gehaltenen Farben, das über einem weiten Hemd oder einer weiten Bluse getragen wird. Es besitzt Schultergurte, jedoch keine Ärmel oder Taille. Sarafane waren früher stets handgenäht, der Stoff war sehr dicht und fest. Die frühesten Modelle betonten bei Frauen ihre Weiblichkeit, später, mit der Macht- und Einflusszunahme der russisch-orthodoxen Kirche, wurde der Schnitt des Kostüms immer weiter gehalten, bis er weibliche Rundungen kaschierte.

## Geschichte
Das Wort Sarafan geht sehr wahrscheinlich auf das persische Wort Serp (zu dt. „teurer Stoff“) zurück und beschrieb ursprünglich teure Bekleidungen im Allgemeinen. Der Sarafan wurde im frühen 14. Jahrhundert entworfen und bis ins mittlere 20. Jahrhundert getragen. Er gehörte ursprünglich zur Garderobe adliger Männer des Zarenhofes, fand aber im 16. Jahrhundert auch bei Frauen modischen Anklang. Er galt schließlich zunächst als unisex (wurde also von Männern wie Frauen gleichermaßen angezogen) und avancierte bald zur reinen, salonfähigen Frauenmode. Heute werden Sarafane nur noch zu traditionellen Festen und Tanz- und Theateraufführungen getragen.